# Ellen van Bergen
Ellen van Bergen (* 29. September 1978) ist eine ehemalige niederländische Fußballspielerin.

## Karriere

### Vereine
Van Bergen spielte für den SV Braakhuizen in der Hoofdklasse, der seinerzeit höchsten Spielklasse im niederländischen Frauenfußball, bevor sie zur Saison 1996/97 vom  FC Rumeln-Kaldenhausen als Stürmerin verpflichtet wurde.
Als Zweitplatzierter der Gruppe Nord der seinerzeit zweigleisigen Bundesliga, war ihre Mannschaft für die Endrunde um die Deutsche Meisterschaft qualifiziert und erreichte über den FSV Frankfurt das Finale. Am 8. Juni 1997 unterlag ihre Mannschaft vor 5.000 Zuschauern im Duisburger Stadtteil Homberg Grün-Weiß Brauweiler mit 3:5 im Elfmeterschießen; sie wurde in der 62. Minute für Christina Puls eingewechselt. Im Pokalwettbewerb scheiterte ihre Mannschaft zuvor ebenfalls an Grün-Weiß Brauweiler mit 3:4 n. V. im Halbfinale. Nach einer weiteren Saison verließ sie den Verein, der sich in FCR Duisburg 55 umbenannt hatte.
Im weiteren Verlauf ihrer Karriere spielte sie bis zum Saisonende 2008/09 für den VV Reuver aus der gleichnamigen Stadt in der Provinz Limburg, wie auch für den dort beheimateten SV Venray aus der gleichnamigen Stadt in der Saison 2009/10. Von 2010 bis 2012 war sie für den VVV Venlo in der Eredivisie aktiv, dessen Frauenfußballabteilung am 5. Juni 2012 jedoch aufgelöst wurde. Zum SV Venray zurückgekehrt, spielte sie für diesen noch bis Saisonende 2014/15, danach beendete sie im Alter von 36 Jahren ihre Spielerkarriere.

### Nationalmannschaft
Für die Niederländische Nationalmannschaft bestritt sie fünf Länderspiele. Sie debütierte als Nationalspielerin am 4. Oktober 2000 in Echt beim 3:2-Sieg im Testspiel gegen die Nationalmannschaft Belgiens mit Einwechslung für Jessica Torny ab der 76. Minute. In zwei weiteren Testspielen am 16. August 2002 in Heerhugowaard, bei der 0:2-Niederlage gegen die Schweizer Nationalmannschaft, und am 1. Oktober 2003 in Livingston, beim 2:0-Sieg über die Nationalmannschaft Schottlands, kam sie ebenfalls zum Einsatz. Ihre letzten beiden Länderspiele bestritt sie am 18. Oktober und 22. November 2003 in der Qualifikationsgruppe 2 für die Europameisterschaft 2005 in England.

## Erfolge
- Finalist Deutsche Meisterschaft 1997, Dritter 1998
- DFB-Pokal-Sieger 1998 (ohne Finaleinsatz)